# Новосёловка (Арцизский район)
Новосёловка (укр. Новоселівка) — село, относится к Арцизскому району Одесской области Украины.
Население по переписи 2001 года составляло 508 человек. Почтовый индекс — 68432. Телефонный код — 4845. Занимает площадь 1,38 км². Код КОАТУУ — 5120481902.

## История
Немецкое лютеранское село Фершампенуаз 2-й, основан в 1825 г. Основатели — 63 семьи из колонии Фершампенуаз 1-й.
В 1945 г. Указом ПВС УССР село Новый Фершампенуаз переименовано в Новосёловку.

## Местный совет
68431, Одесская обл., Арцизский р-н, с. Делень, ул. Торговая, 2